# Metropia (film)
Metropia – duńsko-norwesko-szwedzki animowany dreszczowiec science-fiction z 2009 roku w reżyserii Tarika Saleha.

## Opis fabuły
Wizja Europy w przyszłości, kiedy kończą się światowe rezerwy ropy naftowej, a życie ludzi jest w pełni kontrolowane i sterowane.

## Obsada
- Vincent Gallo jako Roger (głos)
- Juliette Lewis jako Nina (głos)
- Udo Kier jako Ivan Bahn (głos)
- Stellan Skarsgård jako Ralph (głos)
- Alexander Skarsgård jako Stefan (głos)
- Sofia Helin jako Anna (głos)
- Shanti Roney jako Karl (głos)

i inni